# Aspar Team
Das Aspar Team (2018 und 2019 Ángel Nieto Team) ist ein Motorradsport-Team aus Spanien. Es startet in der Motorrad-Weltmeisterschaft in den Klassen Moto2 und Moto3 sowie im MotoE World Cup. Von 2010 bis 2018 startete Aspar zudem in der Königsklasse, der MotoGP mit Ducati, Aprilia und Honda. Teamchef, Gründer und Namensgeber ist der Spanier Jorge Martínez (sein Spitzname ist „Aspar“, was sich auf die spanischen Espadrille-Schuhe bezieht, da sein Großvater ein Hersteller dieser war). Das Team wurde bereits 1992, als Martínez noch als Fahrer in der Weltmeisterschaft aktiv war, gegründet.
Über die Jahre konnten u. a. Fahrer wie Randy De Puniet, Sebastián Porto, Mattia Pasini, Álvaro Bautista, Héctor Faubel, Gábor Talmácsi, Sergio Gadea, Julián Simón, Nicolás Terol, Jonas Folger und Francesco Bagnaia in Aspars Diensten Siege einfahren. Weniger erfolgreich lief das neun Jahre andauernde MotoGP-Engagement, in dem Aspar keine Podestplätze gelangen.
Aktuell tritt Aspar in der Moto2 mit Jake Dixon und Izan Guevara (auf Kalex), in der Moto3 mit David Alonso und Joel Esteban (auf CFMoto) und im MotoE World Cup mit Kevin Zannoni und Jordi Torres (auf Ducati) an.

## Statistik

### Weltmeister
- 2006 –  Álvaro Bautista, 125-cm³-Weltmeister auf Aprilia
- 2007 –  Gábor Talmácsi, 125-cm³-Weltmeister auf Aprilia
- 2009 –  Julián Simón, 125-cm³-Weltmeister auf Aprilia
- 2011 –  Nicolás Terol, 125-cm³-Weltmeister auf Aprilia
- 2020 –  Albert Arenas, Moto3-Weltmeister auf KTM
- 2022 –  Izan Guevara, Moto3-Weltmeister auf GasGas
- 2024 –  David Alonso, Moto3-Weltmeister auf CFMoto

### Team-WM-Ergebnisse

#### MotoGP (2010 – 2018)
- 2010 – Neunter
- 2011 – Siebter
- 2012 – Sechster
- 2013 – Siebter
- 2014 – Neunter
- 2015 – Zwölfter
- 2016 – Zehnter
- 2017 – Neunter
- 2018 – Achter

#### Moto2 (seit 2018)
- 2019 – 17.
- 2020 – Siebter
- 2021 – Vierter
- 2022 – Vierter
- 2023 – Sechster
- 2024 – Sechster

#### Moto3 (seit 2018)
- 2018 – Vierter
- 2019 – Neunter
- 2020 – Zweiter
- 2021 – Vizeweltmeister
- 2022 – Weltmeister
- 2023 – Vierter
- 2024 – Weltmeister

### Grand-Prix-Siege
| Saison | Klasse  | Rennen |
| ------ | ------- | --- |
| 1994   | 125 cm³ | Argentinien |
| 2000   | 125 cm³ | Sudafrika |
| 2003   | 125 cm³ | Vereinigtes Konigreich Portugal Japan                                                                                             |
| 2004   | 250 cm³ | Italien Niederlande Tschechien Katar Australien                                                                                   |
| 2005   | 250 cm³ | Niederlande Vereinigtes Konigreich                                                                                                |
| 2006   | 250 cm³ | Valencia |
| 2006   | 125 cm³ | Spanien Katar Turkei Italien Katalonien Vereinigtes Konigreich Deutschland Tschechien Malaysia Australien Portugal Valencia       |
| 2007   | 250 cm³ | Italien Portugal |
| 2007   | 125 cm³ | Katar Spanien Frankreich Italien Deutschland Tschechien Portugal Malaysia Valencia                                                |
| 2008   | 250 cm³ | Portugal Niederlande San Marino Malaysia                                                                                          |
| 2008   | 125 cm³ | Katar Niederlande San Marino Malaysia                                                                                             |
| 2009   | 250 cm³ | Japan Katalonien |
| 2009   | 125 cm³ | Spanien Frankreich Italien Niederlande Deutschland Vereinigtes Konigreich San Marino Australien Malaysia Valencia                 |
| 2010   | 125 cm³ | Katar Tschechien Indianapolis Valencia                                                                                            |
| 2011   | 125 cm³ | Katar Spanien Portugal Katalonien Italien Deutschland Indianapolis San Marino Aragonien                                           |
| 2012   | Moto3   | Tschechien |
| 2013   | Moto2   | USA-Texas Deutschland Aragonien Japan                                                                                             |
| 2016   | Moto3   | Niederlande Malaysia |
| 2018   | Moto3   | Frankreich Australien |
| 2019   | Moto3   | Thailand |
| 2020   | Moto3   | Katar Spanien Osterreich |
| 2021   | Moto3   | Frankreich Katalonien Osterreich Vereinigte Staaten                                                                               |
| 2022   | Moto3   | Argentinien Portugal Spanien Italien Katalonien Deutschland Aragonien Japan Australien Valencia                                   |
| 2023   | Moto2   | Niederlande Katalonien |
| 2023   | Moto3   | Vereinigtes Konigreich Katalonien San Marino Thailand                                                                             |
| 2024   | Moto2   | Vereinigtes Konigreich Aragonien                                                                                                  |
| 2024   | Moto3   | Katar USA-Texas Frankreich Katalonien Italien Deutschland Osterreich Emilia-Romagna Indonesien Japan Australien Thailand Malaysia |